# 7. Panzer-Division (Wehrmacht)
La 7. Panzer-Division era una divisione corazzata della Wehrmacht che combatté durante la seconda guerra mondiale.
Creata a partire dalla 2. Leichte-Division (2ª divisione leggera), la 7. Panzer-Division svolse un ruolo chiave nella campagna di Francia e combatté abilmente al fronte orientale fino al termine della guerra.
Tra i suoi membri si ricordano Karl Hanke, che prestò servizio nella divisione negli anni 1940-1941 diventando in seguito gauleiter della Bassa Slesia nonché Reichsführer-SS nel 1945, Hasso von Manteuffel, Karl Mauss e Adelbert Schulz, detentori della Croce di Cavaliere della Croce di Ferro con Fronde di Quercia, Spade e Diamanti, Hans-Bobo von Rohr, distruttore di circa 58 carri armati nemici, Erwin Rommel, e Karl Walther, che divenne generale della Nationale Volksarmee nel dopoguerra.

## Storia
| Luogo                             | Periodo             |
| Polonia                           | sep 1939 - mag 1940 |
| Francia                           | mag 1940 - feb 1941 |
| Germania                          | feb 1941 - lug 1941 |
| Fronte orientale, settore centro  | lug 1941 - mag 1942 |
| Francia                           | mag 1942 - feb 1943 |
| Fronte orientale, settore sud     | feb 1943 - ago 1944 |
| Stati Baltici e Prussia orientale | ago 1944 - gen 1945 |
| Polonia e Germania                | gen 1945 - mag 1945 |

### Le origini con la 2. Leichte-Division
La 2. Leichte Division (2ª divisione cingolata) venne ufficialmente creata a Gera il 10 novembre 1938 e prese parte alla campagna di Polonia, il 1º settembre 1939, inquadrata nella 10ª Armata, Gruppo d'armate Sud. Il suo battaglione corazzato, il 66. Panzer-Abteilung, aveva in dotazione 83 carri tra Panzer I e Panzer II e due Panzerbefehlswagen (carri comando disarmati) e con questi mezzi la divisione avanzò verso Radom, Kielce ed infine Varsavia.
Terminate le ostilità con lo stato polacco la 2. Leichte-Division fu rimpatriata per dare vita, il 18 ottobre 1939, alla 7. Panzer-Division.

### La campagna di Francia

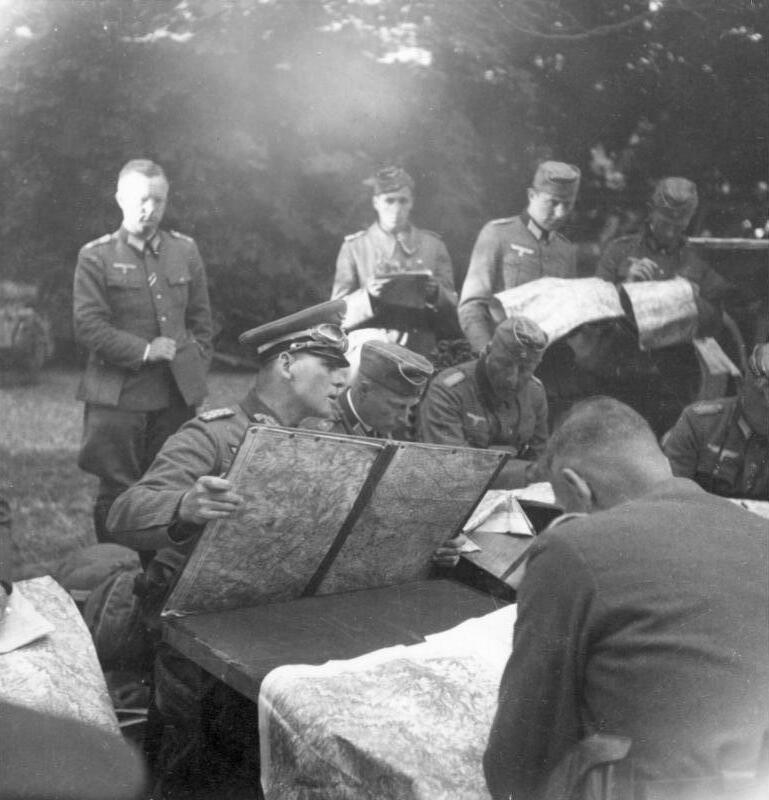
Rommel fotografato durante la campagna di Francia nel maggio 1940. In questo periodo il generale era al comando della 7. Panzer-Division

La nuova divisione partecipò alla campagna di Francia nel maggio 1940 agli ordini di Erwin Rommel, in organico alla 4ª Armata del Gruppo d'armate A (feldmaresciallo von Rundstedt) con 34 Panzer I, 68 Panzer II, 91 Panzer 38(t), 24 Panzer IV e otto carri comando.
La divisione oltrepassò per prima la Mosa a Dinant per puoi muovere verso Arras, in Francia, dove una controffensiva delle forze anglo-francesi mise in seria difficoltà i carri della 7ª Panzer, impotenti contro i Mk II Matilda. Solo l'intervento dei cannoni 8,8 cm FlaK salvò la situazione. Agli inizi di giugno, con l'operazione Rot, Rommel e la sua divisione passarono al Gruppo d'armate B (feldmaresciallo von Bock) iniziando un vasto attacco verso il nord-ovest della Francia: una volta superata la Senna la 7. Panzer-Division raggiunse il 19 giugno 1940 Cherbourg con un'avanzata che le permise di distruggere oltre 500 mezzi nemici e di catturare oltre 100.000 soldati.
Fino al 19 febbraio 1941 la divisione stazionò a Bordeaux in veste di truppa d'occupazione, quindi venne trasferita in Germania, a Bonn, per un periodo di riorganizzazione in vista dell'operazione Barbarossa.

### L'impiego sul fronte orientale

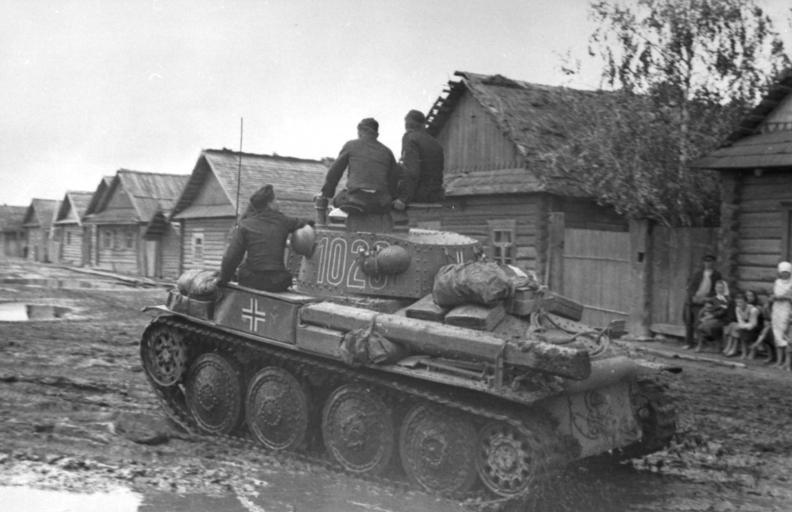
Un Panzer 38(t) della 7. Panzer-Division fotografato durante l'operazione Barbarossa

Il 22 giugno 1941 la 7. Panzer-Division (comandata dal generalmajor Hans von Funck) entrò in territorio sovietico con il XXXIX Panzerkorps del generale Rudolf Schmidt, appartenente al Panzergruppe 3, guidato dall'esperto generale Hermann Hoth (uno dei due Panzergruppen assegnati al Gruppo d'armate Centro). La divisione corazzata attraversò di sorpresa il fiume Niemen (nell'odierna Lituania) equipaggiata con 53 Panzer II, 167 Panzer 38(t), 30 Panzer IV e 15 carri comando, e quindi completamente priva dei più moderni Panzer III.
La 7. Panzer-Division avanzò rapidamente, dopo aver respinto un primo contrattacco di carri sovietici ad Alytus, ed ebbe un ruolo importante nella chiusura della grande sacca di Minsk-Bialystock; dopo questa riuscita manovra, la divisione corazzata proseguì audacemente in avanti in direzione di Vitebsk e Smolensk. A Lepel' (il 6 e il 7 luglio) la Panzer-Division respinse con gravi perdite un nuovo e confuso contrattacco delle riserve corazzate sovietiche (5º Corpo meccanizzato), che vennero decimate dall'abile schieramento anticarro organizzato dalla divisione.
I successivi combattimenti per la chiusura di una nuova sacca attorno alle città di Smolensk furono molto duri e costarono gravi perdite anche alle forze tedesche; dopo aspri combattimenti difensivi in agosto e settembre a Jarcevo, la 7. Panzer-Division partecipò in ottobre alla marcia verso Mosca combattendo a Vjaz'ma e raggiungendo l'apice dell'avanzata a 50 km dalla capitale nemica, conquistando un ponte a Jachroma che dovette essere abbandonato a causa della mancanza di truppe di fanteria da appoggio, necessarie per contrastare la controffensiva sovietica. Nelle operazioni di ripiegamento la divisione subì perdite significative e dopo aver stabilizzato la situazione nella battaglia di Ržev, venne spedita a Niort (raggiunta l'8 giugno 1942), nel Poitou-Charentes, per riposarsi e riorganizzarsi.

### La parentesi in Francia

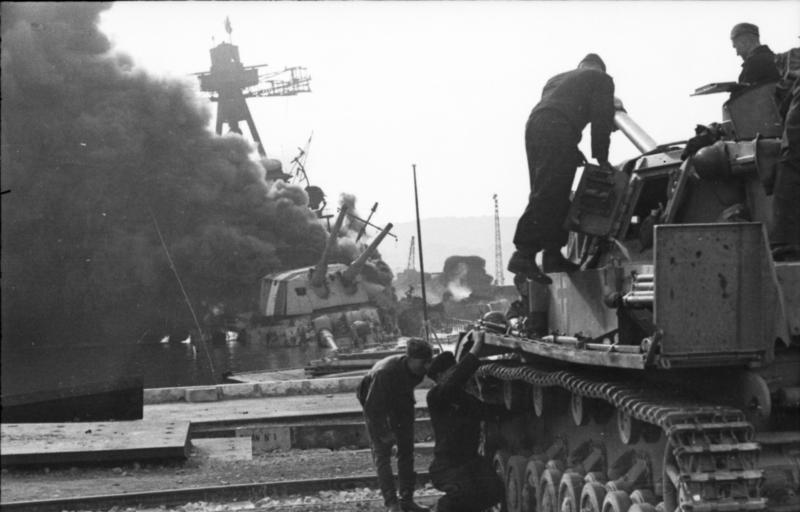
Tolone, 1942: l'equipaggio di un Panzer IV della 7ª Panzer assiste all'autoaffondamento della flotta francese

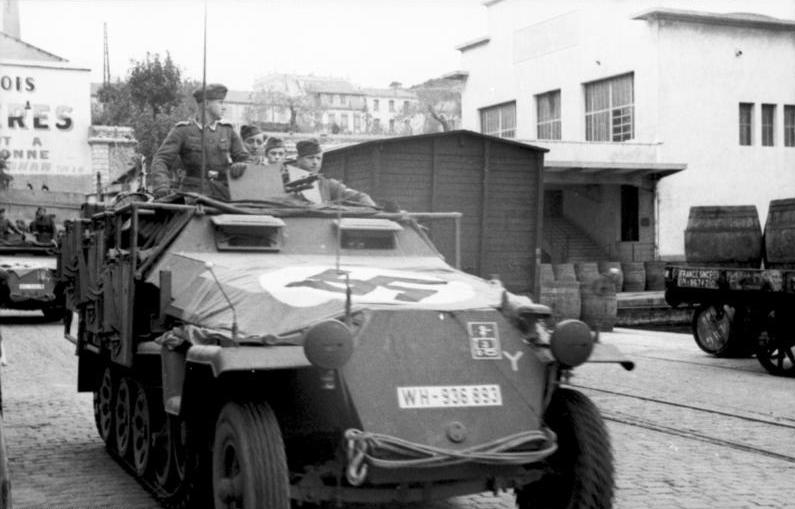
Sd.Kfz. 251/1 Wurfrahmen 40 della 7. Panzer-Division nella Francia del sud

Passata alla 1ª Armata del generaloberst Baskowitz la 7. Panzer-Division procedette nel novembre 1942 all'occupazione della Francia di Vichy (operazione Anton) entrando a Tolosa e Tolone.

A dicembre l'incessante richiesta da parte dei generali tedeschi impiegati al fronte orientale di rinforzi fece sì che la divisione corazzata si trasferisse di nuovo in Unione Sovietica.

### Il secondo ciclo sul fronte orientale

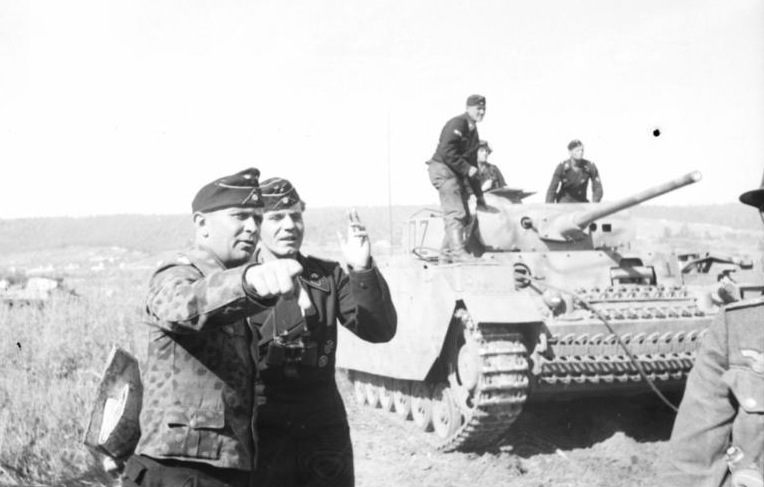
Adelbert Schulz, comandante del Panzerregiment 25 della 7. Panzer-Division, mentre dialoga con un carrista davanti ad un Panzer III nel periodo della battaglia di Kursk.

L'unità entrò in linea nel gennaio 1943 lungo i fiumi Don, Donec e Mius, sotto il Gruppo d'armate Don, per ricostituire la linea del fronte, disgregatasi sotto gli attacchi dei sovietici. Per assolvere il suo compito la divisione disponeva ora di 21 Panzer II, 105 Panzer III (dei quali 91 con cannone da 50 mm lungo e 14 con cannone da 75 mm corto), 20 Panzer IV (di cui due con cannone da 75 mm corto e 18 con lo stesso cannone ma lungo) e nove Panzerbefehlswagen.
Impegnata a conseguire il suo obiettivo fino in estate (il momento di maggiore scontro avvenne nel marzo 1943 con la terza battaglia di Char'kov), a luglio la 7. Panzer-Division combatté la battaglia di Kursk al termine della quale, sconfitta, convergette su Belgorod, Kiev e Žytomyr in una ritirata che si protrasse sino al dicembre 1943, ma che la vide vincente contro le unità sovietiche che cercavano di difendere le loro posizioni. Nonostante l'arrivo di qualche Panzer V Panther, il nuovo anno non portò nulla di buono ai provati soldati della 7ª Panzer, costretti ancora a ripiegare su Šepetivka (dove cadde il generalmajor Adelbert Schulz, famoso comandante di carri armati e da pochi giorni comandante della divisione) per poi rimanere intrappolati, nell'aprile 1944, nella sacca di Kamenec-Podol'skij, dove gli scontri per tentare di liberarsi quasi azzerarono i carri rimasti.

Sempre in seno alla 4ª Armata corazzata, di cui faceva parte dal 3 marzo, l'unità subì le conseguenze dell'operazione Bagration. A giugno si trovava in Lituania, in agosto in Curlandia: qui, assieme allo schwere Panzerabteilung 501. (501º battaglione corazzato pesante), contrattaccò l'Armata Rossa nei pressi di Raseiniai ottenendo un grande successo. Verso la fine dell'anno comunque la 7. Panzer-Division, ora sotto la 3ª Armata corazzata, subì perdite pesanti e si dovette procedere alla totale ricostruzione dei reparti impiegando elementi del 2102. Panzer-Abteilung e della 102. Panzer-Brigade. Nuovi scontri impegnarono la divisione (ora posta nella 2ª Armata) nel territorio di Memel da dove, all'inizio del 1945, si spostò in Prussia orientale radunandosi ad Arys. In seguito all'offensiva sovietica la 7ª Panzer venne isolata nel settore di Danzica e nella penisola di Hel, riuscendo ad arrivare via mare a Świnoujście solo ad aprile, quindi si ritirò in territorio tedesco.
Nuovi rinforzi arrivarono a Potsdam, ma a Schwerin la divisione corazzata venne nuovamente decimata. Gli ultimi superstiti si arresero in questa stessa città il 3 maggio 1945 alle forze britanniche appena arrivate.

## Ordine di battaglia
1940: Francia
- Stab (Quartier generale)
- 25. Panzer-Regiment (25º reggimento corazzato)
  - Panzer-Abteilung I (1º battaglione corazzato)
  - Panzer-Abteilung II
- 66. Panzer-Abteilung (66º battaglione corazzato) - fino al marzo 1942
- 7. Schützen-Brigade (7ª brigata di fanteria meccanizzata)
  - 6. Schützen-Regiment
  - 7. Schützen-Regiment
  - 7. Kradschützen-Bataillon (7º battaglione motociclisti)
- 705. Schwere Infanterie-Geschütz-Kompanie (705ª compagnia pesante di cannoni da fanteria)
- 37. Panzer-Aufklärungs-Bataillon (7º battaglione corazzato da ricognizione)
- 78. Artillerie-Regiment (mot.) (78º reggimento di artiglieria motorizzato)
  - Artillerie-Abteilung I
  - Artillerie-Abteilung II
- 42. Panzerjäger-Abteilung (42º battaglione cacciacarri)
- 83. Nachrichten-Abteilung (mot) (83º battaglione trasmissioni motorizzato)
- 58. Pioneer-Bataillon (58º battaglione del genio militare)
- 58 Versorgungstruppen (unità di supporto)

1943: fronte orientale.
- Stab
  - 25. Panzer-Regiment
  - Panzer-Abteilung I
- 6. Panzergrenadier-Regiment (6º reggimento panzergrenadier)
  - Panzergrenadier-Bataillon I
  - Panzergrenadier-Bataillon II
- 7. Panzergrenadier Regiment
  - Panzergrenadier-Bataillon I
  - Panzergrenadier-Bataillon II
- 42. Panzerjäger-Bataillon
- 7. Panzer-Aufklärungs-Bataillon
- 78. Artillerie-Regiment
  - Artillerie-Abteilung I
  - Artillerie-Abteilung II
- 296. Heeres-Flak-Artillerie-Abteilung (296º distaccamento FlaK dell'esercito)
- 83. Nachrichten-Abteilung
- 58. Pioneer-Bataillon
- 58. Panzer-Versorgungstruppen (unità di supporto corazzate)

## Decorazioni
Due soldati appartenenti alla 7. panzer-Division vennero decorati con la Spilla per il Combattimento corpo a corpo in oro, 116 ricevettero la Croce Tedesca in oro e otto quella d'argento, mentre ad altri 35 venne concessa la Spilla d'Onore dell'Esercito. Infine, 47 membri della divisione furono premiati con la Croce di Cavaliere della Croce di Ferro, delle quali sei con Fronde di Quercia, tre con Fronde di Quercia e Spade e due con Fronde di Quercia, Spade e Diamanti, per le loro coraggiose azioni.

## Comandanti
| Nome                 | Grado           | Inizio           | Fine              | Note                                                                                             |
| Georg Stumme         | Generalleutnant | 18 ottobre 1939  | 14 febbraio 1940  |                                                                                                  |
| Erwin Rommel         | Generalleutnant | 15 febbraio 1940 | 13 febbraio 1941  |                                                                                                  |
| Hans von Funck       | Generalmajor    | 14 febbraio 1941 | 6 giugno 1941     |                                                                                                  |
| Hans von Funck       | Generalleutnant | 6 giugno 1941    | 18 novembre 1942  |                                                                                                  |
| Nikolaus von Vormann | Oberst          | 19 novembre 1942 | 8 dicembre 1942   |                                                                                                  |
| Hans von Funck       | Generalleutnant | 9 dicembre 1942  | 16 agosto 1943    |                                                                                                  |
| Wolfgang Gläsemer    | Oberst          | 17 agosto 1943   | 22 agosto 1943    |                                                                                                  |
| Hasso von Manteuffel | Generalmajor    | 23 agosto 1943   | 1º gennaio 1944   |                                                                                                  |
| Adelbert Schulz      | Generalmajor    | 1º gennaio 1944  | 28 gennaio 1944   | ferito presso Šepetivka da un colpo di mortaio sovietico, morì durante il trasporto all'ospedale |
| Wolfgang Gläsemer    | Oberst          | 28 gennaio 1944  | 30 gennaio 1944   |                                                                                                  |
| Karl Mauss           | Oberst          | 31 gennaio 1944  | 31 marzo 1944     |                                                                                                  |
| Karl Mauss           | Generalmajor    | 1º aprile 1944   | 2 maggio 1944     |                                                                                                  |
| Gerhard Schmidhuber  | Oberst          | 2 maggio 1944    | giugno 1944       |                                                                                                  |
| Karl Mauss           | Generalmajor    | giugno 1944      | 30 settembre 1944 |                                                                                                  |
| Hellmuth Mäder       | Oberst          | 31 ottobre 1944  | 30 novembre 1944  |                                                                                                  |
| Karl Mauss           | Generalleutnant | 30 novembre 1944 | 3 gennaio 1945    |                                                                                                  |
| Max Lemke            | Oberst          | 4 gennaio 1945   | 23 gennaio 1945   |                                                                                                  |
| Karl Mauss           | Generalleutnant | 23 gennaio 1945  | 25 marzo 1945     | gravemente ferito in un bombardamento di artiglieria ed evacuato                                 |
| Hans Christern       | Oberst          | 25 marzo 1945    | 8 maggio 1945     |                                                                                                  |

Dati tratti da: